# Гререшти (Олт)
Гререшти (рум. Greerești) насеље је у Румунији у округу Олт у општини Лељаска. Oпштина се налази на надморској висини од 254 m.

## Становништво
Према подацима из 2002. године у насељу је живело 38 становника, од којих су сви румунске националности.